# Inodrillia hatterasensis
Inodrillia hatterasensis är en snäckart som beskrevs av Bartsch 1943. Inodrillia hatterasensis ingår i släktet Inodrillia och familjen Turridae. Inga underarter finns listade i Catalogue of Life.